# Isolepidina
Isolepidina es un género de foraminífero bentónico normalmente considerado un subgénero de Lepidocyclina, es decir, Lepidocyclina (Isolepidina), pero aceptado como sinónimo posterior de Lepidocyclina de la subfamilia Lepidocyclininae, de la familia Lepidocyclinidae, de la superfamilia Asterigerinoidea, del suborden Rotaliina y del orden Rotaliida. Su especie tipo es Nummulites mantelli. Su rango cronoestratigráfico abarca desde el Luteciense (Eoceno medio) hasta el Chattiense (Oligoceno superior).

## Clasificación
Isolepidina incluía a las siguientes especies:
- Isolepidina boetonensis †, también considerado como Lepidocyclina (Isolepidina) boetonensis, de posición genérica incierta
- Isolepidina macdonaldi †, también considerado como Lepidocyclina (Isolepidina) macdonaldi, y aceptado como Lepidocyclina macdonaldi
- Isolepidina mantelli †, también considerado como Lepidocyclina (Isolepidina) mantelli, y aceptado como Lepidocyclina mantelli
- Isolepidina mauretanica †, también considerado como Lepidocyclina (Isolepidina) mauretanica, y aceptado como Lepidocyclina mauretanica
- Isolepidina pustulosa †, también considerado como Lepidocyclina (Isolepidina) pustulosa, y aceptado como Lepidocyclina pustulosa
- Isolepidina trinitatis †, también considerado como Lepidocyclina (Isolepidina) trinitatis, y aceptado como Lepidocyclina trinitatis